# Adieux et Retrouvailles
Adieux et Retrouvailles est un roman de fantasy écrit par Robin Hobb. Traduction française du troisième tiers du livre original Fool's Fate publié en 2003, il a été publié en français le 15 février 2006 aux éditions Pygmalion et constitue le treizième tome de L'Assassin royal ainsi que le septième tome du deuxième cycle.
Les événements relatés dans ce deuxième cycle se déroulent quinze ans après ceux décrits dans les six tomes du cycle précédent. Une autre série de Robin Hobb, Les Aventuriers de la mer, se déroulant dans le même monde, se situe chronologiquement entre ces deux cycles et introduit des personnages importants du deuxième cycle.

## Résumé
Le prince Devoir et la Narcheska Elliania ne peuvent attendre plus longtemps sur les rivages de l'île d'Aslevjal. FitzChevalerie, ne pouvant supporter de laisser la dépouille du Fou derrière lui, décide de rester sur l'île le temps de sortir son corps meurtri par les supplices de la Femme pâle de l'enfer de glace qu'il détestait tant. Il se lance alors à la recherche de son ami dans les ruines souillées du palais des anciens. Son aventure le fera voyager bien plus loin qu'il n'aurait pu l'imaginer. Il trouvera les réponses à toutes ses questions et ainsi que son amour perdu. 